# 2017年7月逝世人物列表
2017年逝世人物列表：1月 - 2月 - 3月 - 4月 - 5月 - 6月 - 7月 - 8月 - 9月 - 10月 - 11月 - 12月
2017年7月逝世人物列表，是用於匯總2017年7月期間逝世人物的列表。

## 依日期排序

### 日期不詳（7月初）
- 劉支球，101歲，中華民國對日抗戰時期老兵（黃埔15期畢業、時任少尉排長）、書法家、攝影家、太極拳高手。[1][2]

### 31日
- 宋妙娟，78岁，台灣知名刑事鑑識專家李昌钰夫人，死於中风。[3]
- 傅二石，81岁，中国画家，傅抱石次子。[4]
- 讓-克勞德·布永（英语：Jean-Claude Bouillon），75歲，法國喜劇演員（《孩子的夜晚（英语：Child of the Night (1978 film)）》）。[5]
- 查克·勒布（英语：Chuck Loeb），61歲，美國爵士結他手，死於癌症。[6]
- 珍妮·摩露（法語：Jeanne Moreau），89歲，法國女演員。[7]
- 熱羅姆·戈爾馬（法語：Jérôme Golmard），43歲，法國網球員。[8]
- 劉文雄，62歲，台灣政治人物、前立法委員、親民黨副秘書長。[9]

### 30日
- 文兰，74岁，中国作家，中国作家协会会员，陕西省咸阳市作家协会名誉主席。[10]
- 西羅·奇里洛（英语：Kidnapping of Ciro Cirillo），96歲，意大利綁架受害者和政治人物，前那不勒斯省長與坎帕尼亞大區區長（英语：President of Campania）。[11]
- 雷納爾多·帕洛吉諾格（英语：2017 Ozamiz police raid），年齡不詳，菲律賓政治人物、西米薩米斯省奧扎米士（英语：Ozamiz）市長，與其妻及另12人因涉嫌販毒遭菲國警方擊斃。[12]
- 戴夫·格雷森（英语：Dave Grayson），78歲，美國美式足球運動員（奥克兰突袭者）。[13]

### 29日
- 彭金章，81歲，中國考古學家。[14]
- 雷德哈·马利克（阿拉伯語：رضا مالك），85歲，前阿爾及利亞總理。[15]
- 尤里·阿列克謝耶維奇·雷佐夫（英语：Yuri Alekseevich Ryzhov），86歲，蘇俄科學家和政治人物。[16]
- 奧利維爾·斯特雷貝爾（英语：Olivier Strebelle），90歲，比利時雕塑家。[17]

### 28日
- 金秉寬（朝鲜语：김병관 (성우)），74歲，韓國配音員。[18]
- 查理·加爾（英语：Charlie Gard case），11個月，英國嬰兒，生命支持和父母權利焦點案例，死於粒線體DNA耗竭症候群（英语：Mitochondrial DNA depletion syndrome）。[19]
- 約翰·G·莫里斯（英语：John G. Morris），100歲，美國照片編輯（《生活》、《纽约时报》、《女士的家庭期刊（英语：Ladies' Home Journal）》）。[20]

### 27日
- 山姆·夏普德（英語：Sam Shepard），73歲，美國電影演員、劇作家，曾獲普立茲獎、入圍奧斯卡金像獎。[21]
- 佩里韋爾多·丹特斯（英语：Perivaldo Dantas），73歲，巴西足球運動員（保地花高、聖保羅、國家隊），死於肺炎。[22]
- N·達蘭·辛格（英语：N. Dharam Singh），80歲，印度政治人物，前卡納塔克首席部長（英语：List of Chief Ministers of Karnataka）。[23]

### 26日
- 崔企川，46歲，台灣新聞界人物，曾任新聞主播及紀錄片《看見台灣》企劃、編劇，藝人崔麗心胞弟，死於胰臟癌。[24][25]
- 萊奧·金尼內（英语：Leo Kinnunen），73歲，芬蘭賽車手（跨系列（英语：Interserie）、北歐挑戰杯（英语：Nordic Challenge Cup）、一级方程式）。[26]
- 埃爾默特·爾杰斯（英语：Helmut Thieltges），61歲，德國廚師。[27]
- 馬格努斯·博可（英语：Magnus Böcker），55歲，纳斯达克交易所前主席，新加坡交易所前总裁。死於癌症。[28][29]

### 25日
- 荆健，99岁，中华人民共和国开国大校，沈阳军区政治部副主任。[30][31]
- 巴迪·弗萊徹（英语：Buddy Fletcher (politician)），84歲，美國政治人物，前佛罗里达州莱克兰市長，死於中風併發症。[32]
- 芭芭拉·辛納屈（英語：Barbara Sinatra），90歲，美國時裝模特兒，女演員和慈善家，已故法蘭·最後一任妻子。[33]

### 24日
- 佟志广，84岁，中国进出口银行原董事长、党组书记。[34]
- 刘冰，96岁，中國政治人物，曾任清华大学党委第一副书记、兰州大学校长。[35]
- 山川啟介（日語：山川 啓介），72歲，日本作詞家。[36]
- 犬養道子（日語：犬養 道子），96歲，日本作家、評論家，祖父為第29任內閣總理大臣犬養毅。[37]
- 姜勳（朝鲜语：강훈 (1968년)），49歲，韓國企業家。[38]
- 喬爾根·科斯莫（英语：Jørgen Kosmo），69歲，挪威政治人物，前挪威議會議員、議長（英语：List of Presidents of the Storting）和國防部長（英语：Minister of Defence (Norway)）。[39]
- 尼古拉·奈德夫（英语：Niculae Nedeff），88歲，羅馬尼亞手球運動員及教練。[40]

### 23日
- 劉皇發，80歲，香港新界鄉議局前主席（1980－2015），曾任立法會議員、行政會議成員等職。[41]
- 達沃·科多爾（英语：Dave Cogdill），101歲，美國政治人物，前加利福尼亚州众议院與参议院議員，死於胰腺癌。[42]
- 讓-皮埃爾·勒布拉斯（英语：Jean-Pierre Le Bras），86歲，法國畫家。[43]
- 約翰·庫達爾（英語：John A. Kundla），101歲，美國籃球運動員、NBA湖人隊資深總教練。[44]

### 22日
- 羅四維（英語：Fr. Daniel Ross,S.J.），84歲，中華民國國籍美國天主教耶穌會神父。前輔仁大學社會學系主任。病逝。[45]
- 馬塞爾·昆茲（英语：Marcel Kunz），71歲，瑞士足球運動員（巴塞爾、國家隊）。[46]
- 科斯蒂安廷·錫尼克（英语：Kostiantyn Sytnyk），91歲，烏克蘭政治人物，前乌克兰苏维埃社会主义共和国最高拉達主席（英语：Chairman of the Verkhovna Rada）。[47]
- 吴定宇，74岁，中国现代文学研究家。中山大学中文系教授、博士生导师。[48]
- 照日格图，57岁，内蒙古师范大学副校长、教授。[49]

### 21日
- 尼古拉·卡文斯基（英语：Nikolay Kamenskiy），85歲，俄羅斯滑雪跳台運動員，1962年北欧滑雪世界锦标赛（英语：FIS Nordic World Ski Championships 1962）銀牌得主。[50]
- 傑夫·麥克（英语：Geoff Mack），94歲，澳洲鄉村音樂創作歌手（《I've Been Everywhere（英语：I've Been Everywhere）》）。[51]
- 平尾昌晃（日語：平尾 昌晃），79歲，日本資深作曲家，死於肺癌[52]。
- 约翰·赫德（英語：John Heard），72岁，美国演员，代表作。[53]
- 廖登茂，97歲，臺灣企業家、「大東樹脂」創辦人。[54][55]
- 史塔布斯（英語：Stubbs），20歲，美國阿拉斯加州塔爾齊納鎮榮譽鎮長。[56][57]

### 20日
- 查斯特·班寧頓（英語：Chester Bennington），41岁，美国歌手，新金属乐队主唱，自缢身亡。[58]
- 麥克拉斯基男爵約翰·麥克羅斯基（英语：John McCluskey, Baron McCluskey），88歲，蘇格蘭律師、法官和終身貴族，前蘇格蘭法律政策專員。[59]
- 喬納森·舒伯格（英语：Jonathan Shurberg），54歲，美國律師和政治人物。[60]
- 康查·瑞吉娜（英語：Kanchan Raghunath），57歲，印度孟買前著名女主持人。被倒下的椰子樹壓死。[61]
- 吴捷玲，67歲，出生於中國大陸的新加坡廣播人，新传媒属下电台Capital958城市频道前资深编导兼主持人，广东电视台的名主持。[62]
- 汪珍如，81岁，中国天体物理学家和教育家，南京大学教授。[63]

### 19日
- 李贊赫（朝鲜语：이찬혁 (정치인)），93歲，韓國政治人物，前韓國國會首爾永登浦區議員（朝鲜语：서울 영등포구의 국회의원）。[64]
- 卡雷爾·弗蘭塔（英语：Karel Franta），89歲，捷克畫家和插畫家。[65]
- 伊夫琳·普魯沃（法語：Évelyne Prouvost），78歲，法國女商人和雜誌總裁（《美麗佳人》），跌倒而死。[66][67]
- 小川寛興（日語：小川 寛興），日本作曲家、編曲家。[68]
- 陈文塬，86岁，中国数学家，兰州大学资深教授。[69][70]

### 18日
- 日野原重明（日语：日野原重明），105歲，日本醫師、作家，聖路加國際醫院名譽院長。死於呼吸系統衰竭。[71]
- 吳清友，66歲，台灣企業家、誠品書店創辦人。死於心臟病。[72]
- 古斯塔沃·亞歷山德里·巴爾德斯（英语：Gustavo Alessandri Valdés），88歲，智利律師及政治人物，前聖地亞哥市長及智利眾議院議員。[73]
- 毛諾·哈特曼（英语：Mauno Hartman），87歲，芬蘭雕塑家。[74]
- 林仁栋，88岁，中国学者，南京大学法律系教授，原系主任。[75]
- 王传洪，90岁，中国编辑，中国作家协会会员，原解放军文艺社社长。[76]

### 17日
- 蔡焜燦，90歲，臺灣企業家、IC設計公司「偉詮電」（2436）榮譽董事長。[77]
- 雷蒙德·薩克勒（英语：Raymond Sackler），97歲，美國醫生。[78]
- 赫舍·沃爾奇（英语：Hersh Wolch），77歲，加拿大律師（大衛·米爾高（英语：David Milgaard））。[79]

### 16日
- 納·巴哈杜爾·巴達里（英语：Nar Bahadur Bhandari），76歲，印度政治人物，前錫金首席部長（英语：List of Chief Ministers of Sikkim），脊柱手術後心臟停頓而死。[80]
- 杰里·伯德（英語：Jerry Bird），83歲，美國籃球運動員（肯塔基野貓（英语：Kentucky Wildcats men's basketball）、纽约尼克斯）。[81]
- 乔治·安德鲁·罗梅罗（英語：George Andrew Romero），77岁，美国电影导演和编剧。[82]

### 15日
- 李淼，35歲，中國大陸記者、《体坛周报》篮球记者。[83]
- 安妮·巴特蒂默（英语：Anne Buttimer），78歲，愛爾蘭地理學家，前國際地理聯合會主席。[84]
- 马丁·兰道（英語：Martin Landau），89岁，美国电影和电视演员。[85]
- 玛丽安·米尔札哈尼（波斯語：مریم میرزاخانی），40岁，伊朗数学家，斯坦福大学数学教授。死於乳腺癌。[86]
- 弗赫科斯夫·沃霍·拉多西奇（英语：Vjekoslav Vojo Radoičić），86歲，克羅地亞畫家、雕塑家、版畫家和舞台設計師。[87]

### 14日
- 應天華（英語：Jeffrey Ying），63歲，出生於台灣的美國企業家、飛行冒險家，死於空難。[88]
- 狄培理（英語：William Theodore de Bary），97歲，美國漢學家，唐獎漢學獎得主。[89][90]。
- 馬伊·比默（英语：Mahi Beamer），88歲，美國歌手。[91]
- 威廉·「胡蒂」·詹森（英語：William "Hootie" Johnson），86歲，美國銀行家和體育管理人員（奧古斯塔高爾夫球俱樂部），前南卡羅來納州眾議院（英语：South Carolina House of Representatives）議員。[92]

### 13日
- 楊金秀，90歲，緬甸貴族、軍閥、毒梟。[93]
- 日本死刑犯處決：[94]
  - 西川正勝（日語：西川 正勝），61歲，1991年在京都與松江市強盜殺人，四人遇害。
  - 住田紘一（日語：住田 紘一），34歲，2011年在岡山市殺害女同事並棄屍。
- 劉曉波，61歲，中國作家、文學評論家、人權活動家，2010年諾貝爾和平獎得主，死於肝癌。[95]
- 查尔斯·巴赫曼（英語：Charles William Bachman），92歲，美国计算机科学家。[96]
- 尹子重（朝鲜语：윤자중），88歲，韓國空軍軍官，前韓國空軍參謀總長。[97]
- 奧奇·哥林森（英语：Okay Gönensin），66歲，土耳其記者。[98]
- 格特魯德·波（英语：Gertrude Poe），101歲，美國記者（《月桂樹領袖（英语：Laurel Leader）》）。[99]
- 約翰·柏南克（英语：John Bernecker），33歲，美國特技演員（《玩命關頭》系列、《飢餓遊戲》系列）。[100]
- 陈达明，98歲，前新華社香港分社副社長。[101]

### 12日
- 肖晓琳，55岁，中国中央电视台主持人、制片人，死於直肠癌。[102]（讣闻公布日期）
- 陈效聪，88岁，中山大学哲学系原办公室主任。[103]
- 格里特·布雷克斯（英语：Gerrit Braks），84歲，荷蘭政治人物，前農業、自然及食品品質部部長、教育、文化及科學部部長及國會一院議長（英语：President of the Senate (Netherlands)）。[104]
- 格特·特林克勒明（英语：Gert Trinklein），68歲，德國足球運動員（法兰克福），死於白血病。[105]
- 廖烈武，79歲，香港廖創興企業主席兼執行董事。已故廖創興銀行（今名創興銀行）創辦人廖寶珊第三個兒子。在養和醫院病逝。[106]

### 11日
- 黄延桐，75岁，中国油画家，黄遵宪侄孙。[107]
- 尼古拉斯·比沃特（英语：Nicholas Biwott），77歲，肯雅農商和政治人物，前國民議會（英语：National Assembly (Kenya)）議員。[108]
- 伊娃·舒伯特（英语：Éva Schubert），86歲，匈牙利女演員。[109]
- 胡家兵，44岁，中国死刑犯，因在2016年驾车冲撞行人致多人死伤犯下以危险方法危害公共安全罪，被枪决。[110]
- 莫里斯·贝克（英語：Maurice Baker），97歲，新加坡建國時期外交官。[111]
- 孫周恒（朝鲜语：손주항），83歲，韓國政治人物，前韓國國會南原郡議員（朝鲜语：남원시의 국회의원）。[112]
- 砂川啟介（日語：砂川 啓介），80岁，日本演员，声优大山羡代的丈夫，死於尿道癌。[113]

### 10日
- 傅益璇，72岁，中国画家，傅抱石次女。[4]
- 唐飛，47歲，本名吳俊華，台灣變性歌手，死於腹膜炎引發敗血症逝世。[114]
- 彼得·哈特林（英语：Peter Härtling），83歲，德國作家和詩人。[115]
- 艾瑪·馬什尼尼（英语：Emma Mashinini），87歲，南非工會領袖。[116]
- 奥古斯汀·布祖拉，78岁，罗马尼亚作家、记者、批判家。[117]

### 9日
- 歐陽佩珊，本名陳潔英，63歲，香港女演員。資深香港演員郭鋒之妻。死於肺腺癌。[118]
- 納雷什·錢德拉（英语：Naresh Chandra），82歲，印度外交官，前印度駐美國大使，死於多重器官衰竭。[119]
- 帕基塔·里科（英语：Paquita Rico），87歲，西班牙女歌手和演員（《讓我們把不可能變成可能！（英语：Let's Make the Impossible!）》、《月亮的陽台（英语：The Balcony of the Moon）》、《阿方索十二世，你要到哪裡？（英语：Where Are You Going, Alfonso XII?）》）。[120]
- 伊利亚·格拉祖诺夫（俄語：Илья́ Глазуно́в），87岁，俄罗斯画家。[121]

### 8日
- 横山菁儿（日語：横山 菁児），82岁，日本作曲家，死於肺炎。[122]
- 埃文·阿姆斯特朗（英语：Evan Armstrong），74歲，英國拳擊手。[123]
- 埃爾莎·馬丁內利（義大利語：Elsa Martinelli），82歲，意大利女演員（《唐娜特拉（英语：Donatella (film)）》）和時裝模特兒。[124]
- 尼爾森·艾力斯（英语：Nelsan Ellis），39歲，美國演員，死於心臟衰竭。[125]

### 7日
- 陳清文，64歲，台灣產業分析師、工業技術研究院產業經濟與趨勢中心首席研究員。[126]
- 克勞德·霍爾（英语：Claude Hall (writer)），85歲，美國記者和作家（《告示牌》）。[127]
- 帕姆·麥康奈爾（英语：Pam McConnell），71歲，加拿大政治人物，前多倫多市議會議員。[128]

### 6日
- 陈国本，85岁，中国茶树育种专家。[129]
- 杨挺，96岁，广东省军区原副政委。[130]
- 喬瓦尼·貝爾納多·格雷莫利（英语：Giovanni Bernardo Gremoli），91歲，意大利裔阿聯酋羅馬天主教主教，前天主教南阿拉伯宗座代牧區牧師使徒。[131]
- 威廉·莫娃（英语：William Morva），35歲，美國被定罪罪犯，注射死刑。[132]
- 中嶋修（日语：中嶋しゅう），69歲，日本演員。[133]

### 5日
- 张忠培，83岁，中国考古学家，故宫博物院前院长。[134]
- 李成琳，55岁，中国散文作家，中国作家协会会员，重庆市渝中区作协副主席。[135]
- 皮埃爾·亨利（英语：Pierre Henry），89歲，法國作曲家。[136]
- 華金·納瓦羅-瓦爾斯（英语：Joaquín Navarro-Valls），80歲，西班牙記者，前聖座新聞室（英语：Holy See Press Office）主任。[137]
- 趙金山（朝鲜语：조금산），53歲，韓國相聲演員。[138]

### 4日
- 傑納·康利（英語：Gene Conley），86岁，美國體育運動員。[139]
- 陈学俊，98岁，中国热动力学家，中国科学院院士。[140]
- 申泮文，100岁，中国无机化学家，中国科学院院士。[141]
- 冯根生，82岁，中國大陸企業家，青春宝集团创始人、原董事长。[142]
- 布萊恩·艾弗里（英语：Bryan Avery），73歲，英國建築師。[143]
- 丹尼尔·亚历山大洛维奇·格拉宁（俄語：Дании́л Гра́нин），98歲，蘇俄作家。[144]
- 栗田陸（日语：くりた陸），54歲，日本少女漫畫家，死於乳腺癌。[145]

### 3日
- 西奧多·卡納瓦斯（英语：Theodore Kanavas），56歲，美國政治人物，前威斯康星州參議院（英语：Wisconsin State Senate）議員，死於癌症。[146]
- 梅塔馬·薩勒（英语：Maitama Sule），56歲，尼日利亞外交官和政治人物，前常驻联合国代表。[147]
- 斯賓塞·約翰遜（英语：Spencer Johnson (writer)），78歲，美國作家，代表作《誰搬走了我的乳酪？》（Who Moved My Cheese?）。[148]

### 2日
- 刘鹤群，生年不详，中国湖南省湘乡市政协副主席，遭遇洪水遇难（遗体发现日期）。[149]
- 鄧劍棟，60歲，香港退役足球運動員。[150]
- 姚永康，74岁，中国雕塑家、陶艺家、艺术教育家，景德镇陶瓷大学教授。[151]
- 米諾斯·克里亞庫（英语：Minos Kyriakou），75歲，希臘媒體航運巨人和商人，死於心臟病。[152]
- 弗拉基米爾·馬拉尼克（英语：Vladimir Malaniuk），59歲，烏克蘭國際象棋大師。[153]
- 沈弼勳爵（英語：Lord Sandberg），90歲，英國銀行家，香港上海匯豐銀行執行主席（1977年－1986年）、香港行政局非官守議員（1978年－1986年）、英皇御准香港賽馬會董事局主席（1981年－1986年）。[154]

### 1日
- 上田利治（日语：上田利治），80歲，日本職業棒球運動員，曾任廣島鯉魚等隊的總教練。[155]
- 諾曼·多森（英语：Norman Dorsen），86歲，美國維權活動家，前美國公民自由聯盟總裁，死於中風併發症。[156]
- 希思科特·威廉姆斯（英语：Heathcote Williams），75歲，英國作家和演員。[157]
- 優，年齡不詳，日本女性漫畫家、《狼的孩子雨和雪》漫畫版作者，死於急性心臟衰竭。[158]